# Arbulag
Arbulag (mongol (écriture cyrillique) : Арбулаг сум) est un Sum (district) de Mongolie dans la province de Khövsgöl.